# Hardyadrama alyta
Hardyadrama alyta är en tvåvingeart som beskrevs av Permkam och Albany Hancock 1995. Hardyadrama alyta ingår i släktet Hardyadrama och familjen borrflugor. Inga underarter finns listade i Catalogue of Life.